# 格蘭特伍德村 (密蘇里州)
格蘭特伍德村（英語：Grantwood Villge）是位於美國密蘇里州聖路易斯縣的村。

## 人口
根據2020年美國人口普查的數據，格蘭特伍德村的面積為2.14平方千米，當中陸地面積為2.12平方千米，而水域面積為0.02平方千米。當地共有人口941人，而人口密度為每平方千米440人。